# ISO 3166-2:TH
ISO 3166-2:TH es la entrada para Tailandia en ISO 3166-2, parte de los códigos de normalización ISO 3166 publicados por la Organización Internacional de Normalización (ISO), que define los códigos para los nombres de las principales subdivisiones (p.ej., provincias o estados) de todos los países codificados en ISO 3166-1.
En la actualidad, para Tailandia, los códigos ISO 3166-2 se definen para 1 administración metropolitana, 1 ciudad administrativa especial, y 76 provincias. La administración metropolitana de Bangkok es la capital del país y tiene un estatus especial, equiparable al de las provincias. La ciudad administrativa especial Pattaya es una ciudad autogobernada en la provincia de Chonburi.
Cada código consta de dos partes, separadas por un guion. La primera parte es TH, el código ISO 3166-1 alfa-2 para Tailandia. La segunda parte dos cifras, excepto Pattaya que tiene una letra:
- 1, 2, 6, 7: Central
- 3, 4: Noreste
- 5: Norte
- 8, 9: Sur
- S: Pattaya

ISO 3166-2:TH sigue el TIS 1099, el estándar industrial Thai, que a su vez sigue los códigos asignados por el Ministerio del Interior.

## Códigos actuales
Los nombres de las subdivisiones se ordenan según el estándar ISO 3166-2 publicado por la Agencia de Mantenimiento ISO 3166 (ISO 3166/MA).
Pulsa sobre el botón en la cabecera para ordenar cada columna.
| Código | Nombre de la subdivisión (th) (National 2000 = ISO 11940-2:2007 = UN VIII/12 2002) | Nombre de la subdivisión (th) (National 2000 = ISO 11940-2:2007 = UN VIII/12 2002) | Categoría de la subdivisión    |
| Código | En caracteres latinos                                                              | Alfabeto tailandés                                                                 | Categoría de la subdivisión    |
| ------ | ---------------------------------------------------------------------------------- | ---------------------------------------------------------------------------------- | ------------------------------ |
| TH-37  | Amnat Charoen                                                                      | อำนาจเจริญ                                                                          | provincia                      |
| TH-15  | Ang Thong                                                                          | อ่างทอง                                                                             | provincia                      |
| TH-38  | Bueng Kan                                                                          | บึงกาฬ                                                                              | provincia                      |
| TH-31  | Buri Ram                                                                           | บุรีรัมย์                                                                              | provincia                      |
| TH-24  | Chachoengsao                                                                       | ฉะเชิงเทรา                                                                          | provincia                      |
| TH-18  | Chainat                                                                            | ชัยนาท                                                                              | provincia                      |
| TH-36  | Chaiyaphum                                                                         | ชัยภูมิ                                                                               | provincia                      |
| TH-22  | Chanthaburi                                                                        | จันทบุรี                                                                              | provincia                      |
| TH-50  | Chiang Mai                                                                         | เชียงใหม่                                                                            | provincia                      |
| TH-57  | Chiang Rai                                                                         | เชียงราย                                                                            | provincia                      |
| TH-20  | Chon Buri                                                                          | ชลบุรี                                                                               | provincia                      |
| TH-86  | Chumphon                                                                           | ชุมพร                                                                               | provincia                      |
| TH-46  | Kalasin                                                                            | กาฬสินธุ์                                                                             | provincia                      |
| TH-62  | Kamphaeng Phet                                                                     | กำแพงเพชร                                                                          | provincia                      |
| TH-71  | Kanchanaburi                                                                       | กาญจนบุรี                                                                            | provincia                      |
| TH-40  | Khon Kaen                                                                          | ขอนแก่น                                                                             | provincia                      |
| TH-81  | Krabi                                                                              | กระบี่                                                                               | provincia                      |
| TH-10  | Krung Thep Maha Nakhon (la variante local es Bangkok)                              | กรุงเทพ ฯ                                                                           | administración metropolitana   |
| TH-52  | Lampang                                                                            | ลำปาง                                                                              | provincia                      |
| TH-51  | Lamphun                                                                            | ลำพูน                                                                               | provincia                      |
| TH-42  | Loei                                                                               | เลย                                                                                | provincia                      |
| TH-16  | Lop Buri                                                                           | ลพบุรี                                                                               | provincia                      |
| TH-58  | Mae Hong Son                                                                       | แม่ฮ่องสอน                                                                           | provincia                      |
| TH-44  | Maha Sarakham                                                                      | มหาสารคาม                                                                          | provincia                      |
| TH-49  | Mukdahan                                                                           | มุกดาหาร                                                                            | provincia                      |
| TH-26  | Nakhon Nayok                                                                       | นครนายก                                                                            | provincia                      |
| TH-73  | Nakhon Pathom                                                                      | นครปฐม                                                                             | provincia                      |
| TH-48  | Nakhon Phanom                                                                      | นครพนม                                                                             | provincia                      |
| TH-30  | Nakhon Ratchasima                                                                  | นครราชสีมา                                                                          | provincia                      |
| TH-60  | Nakhon Sawan                                                                       | นครสวรรค์                                                                           | provincia                      |
| TH-80  | Nakhon Si Thammarat                                                                | นครศรีธรรมราช                                                                       | provincia                      |
| TH-55  | Nan                                                                                | น่าน                                                                                | provincia                      |
| TH-96  | Narathiwat                                                                         | นราธิวาส                                                                            | provincia                      |
| TH-39  | Nong Bua Lam Phu                                                                   | หนองบัวลำภู                                                                          | provincia                      |
| TH-43  | Nong Khai                                                                          | หนองคาย                                                                            | provincia                      |
| TH-12  | Nonthaburi                                                                         | นนทบุรี                                                                              | provincia                      |
| TH-13  | Pathum Thani                                                                       | ปทุมธานี                                                                             | provincia                      |
| TH-94  | Pattani                                                                            | ปัตตานี                                                                              | provincia                      |
| TH-82  | Phang Nga                                                                          | พังงา                                                                               | provincia                      |
| TH-93  | Phatthalung                                                                        | พัทลุง                                                                               | provincia                      |
| TH-S   | Pattaya                                                                            | พัทยา                                                                               | ciudad administrativa especial |
| TH-56  | Phayao                                                                             | พะเยา                                                                              | provincia                      |
| TH-67  | Phetchabun                                                                         | เพชรบูรณ์                                                                            | provincia                      |
| TH-76  | Phetchaburi                                                                        | เพชรบุรี                                                                             | provincia                      |
| TH-66  | Phichit                                                                            | พิจิตร                                                                               | provincia                      |
| TH-65  | Phitsanulok                                                                        | พิษณุโลก                                                                             | provincia                      |
| TH-14  | Phra Nakhon Si Ayutthaya                                                           | พระนครศรีอยุธยา                                                                      | provincia                      |
| TH-54  | Phrae                                                                              | แพร่                                                                                | provincia                      |
| TH-83  | Phuket                                                                             | ภูเก็ต                                                                               | provincia                      |
| TH-25  | Prachin Buri                                                                       | ปราจีนบุรี                                                                            | provincia                      |
| TH-77  | Prachuap Khiri Khan                                                                | ประจวบคีรีขันธ์                                                                        | provincia                      |
| TH-85  | Ranong                                                                             | ระนอง                                                                              | provincia                      |
| TH-70  | Ratchaburi                                                                         | ราชบุรี                                                                              | provincia                      |
| TH-21  | Rayong                                                                             | ระนอง                                                                              | provincia                      |
| TH-45  | Roi Et                                                                             | ร้อยเอ็ด                                                                             | provincia                      |
| TH-27  | Sa Kaeo                                                                            | สระแก้ว                                                                             | provincia                      |
| TH-47  | Sakon Nakhon                                                                       | สกลนคร                                                                             | provincia                      |
| TH-11  | Samut Prakan                                                                       | สมุทรปราการ                                                                         | provincia                      |
| TH-74  | Samut Sakhon                                                                       | สมุทรสาคร                                                                           | provincia                      |
| TH-75  | Samut Songkhram                                                                    | สมุทรสงคราม                                                                         | provincia                      |
| TH-19  | Saraburi                                                                           | สระบุรี                                                                              | provincia                      |
| TH-91  | Satun                                                                              | สตูล                                                                                | provincia                      |
| TH-33  | Si Sa Ket                                                                          | ศรีสะเกษ                                                                            | provincia                      |
| TH-17  | Sing Buri                                                                          | สิงห์บุรี                                                                              | provincia                      |
| TH-90  | Songkhla                                                                           | สงขลา                                                                              | provincia                      |
| TH-64  | Sukhothai                                                                          | สุโขทัย                                                                              | provincia                      |
| TH-72  | Suphan Buri                                                                        | สุพรรณบุรี                                                                            | provincia                      |
| TH-84  | Surat Thani                                                                        | สุราษฎร์ธานี                                                                          | provincia                      |
| TH-32  | Surin                                                                              | สุรินทร์                                                                              | provincia                      |
| TH-63  | Tak                                                                                | ตาก                                                                                | provincia                      |
| TH-92  | Trang                                                                              | ตรัง                                                                                | provincia                      |
| TH-23  | Trat                                                                               | ตราด                                                                               | provincia                      |
| TH-34  | Ubon Ratchathani                                                                   | อุบลราชธานี                                                                          | provincia                      |
| TH-41  | Udon Thani                                                                         | อุดรธานี                                                                             | provincia                      |
| TH-61  | Uthai Thani                                                                        | อุทัยธานี                                                                             | provincia                      |
| TH-53  | Uttaradit                                                                          | อุตรดิตถ์                                                                             | provincia                      |
| TH-95  | Yala                                                                               | ยะลา                                                                               | provincia                      |
| TH-35  | Yasothon                                                                           | ยโสธร                                                                              | provincia                      |